# Ave maris stella

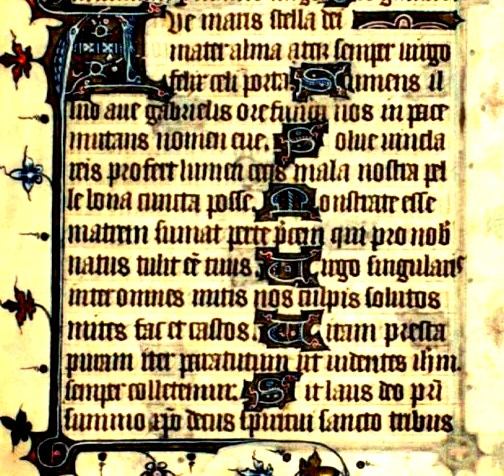
Ave maris stella in einem Stundenbuch um 1380

Mit den Worten Ave maris stella („Meerstern, sei gegrüßt“) beginnt ein lateinischer Hymnus, der im Stundengebet der Katholischen Kirche zur Vesper an Marienfesten gesungen wird.
Der Text des Hymnus ist seit dem 8. oder 9. Jahrhundert überliefert. Sein Verfasser ist unbekannt. Erste Übersetzungen ins Deutsche erfolgten Ende des 12. Jahrhunderts.

## Verwendung
Durch sein häufiges Vorkommen im Stundengebet war die Melodie des Marienhymnus im Mittelalter besonders beliebt und wurde von vielen Komponisten als Grundlage anderer Kompositionen verwendet. Das Original wurde diversen Komponisten zugeschrieben, darunter Venantius Fortunatus.

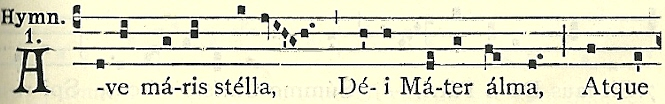
Ave maris stella, Hymnus zur Vesper an Marienfesten, Liber Usualis

Im katholischen Gesangbuch Gotteslob ist der Hymnus unter Nummer 520 (GLalt 596)  abgedruckt, eine deutschsprachige Liedparaphrase „Meerstern ich dich grüße. O Maria hilf.“ findet sich unter Nummer 524. Im alten Gotteslob von 1975 findet sich außerdem eine deutsche Übersetzung unter Nummer 578. Eine weitere Paraphrase aus dem 19. Jahrhundert ist unter dem Titel „Stern im Lebensmeere“ bekannt.
Ave Maris Stella ist auch die Hymne der akadischen Gemeinde in Kanada. Das Lied beginnt und schließt mit der ersten Strophe des lateinischen Gebets, welche drei Strophen in französischer Sprache („Acadie ma patrie“) umfassen.
Wenn katholische Missionare ausreisten, war es üblich, das Ave Maris Stella als Reisesegen für ihre Schiffsüberfahrt zu beten.
Siehe auch: Stella Maris

## Text
| Ave, maris stella, Dei mater alma atque semper virgo, felix caeli porta. Sumens illud „Ave“ Gabrielis ore, funda nos in pace, mutans Evae nomen. Solve vincla reis, profer lumen caecis, mala nostra pelle, bona cuncta posce. Monstra te esse matrem, sumat per te precem qui pro nobis natus tulit esse tuus. Virgo singularis, inter omnes mitis, nos culpis solutos mites fac et castos. Vitam praesta puram, iter para tutum, ut videntes Jesum semper collaetemur. Sit laus Deo Patri, summo Christo decus, Spiritui Sancto honor, tribus unus. Amen | Sei gegrüßt, Stern des Meeres, erhabene Mutter Gottes und stets Jungfrau, glückliches Himmelstor. Die du das „Ave“ nahmst aus Gabriels Mund, verankere uns im Frieden, die du Evas Namen ändertest. Löse die Fesseln der Sünder, bring den Blinden das Licht, vertreibe unsere Sünden, erbitte für uns alles Gute. Zeige dich als Mutter; es nehme durch dich unser Gebet an, der für uns dein Sohn zu sein auf sich nahm. Einzigartige Jungfrau, Sanftmütigste von allen, mach uns, von Schuld befreit, sanft und keusch. Gewähre ein reines Leben, bereite einen sicheren Weg, damit wir, Jesus sehend, immer frohlocken werden. Lob sei Gott dem Vater, Ruhm sei dem Höchsten, Christus, dem Heiligen Geist sei Ehre, den Dreien eine (Preisung). Amen. | (1) Meerstern, sei gegrüßet, Gottes hohe Mutter, allzeit reine Jungfrau, selig Tor zum Himmel! (2) Du nahmst an das AVE aus des Engels Munde. Wend den Namen EVA, bring uns Gottes Frieden. (5) Lös der Schuldner Ketten, mach die Blinden sehend, allem Übel wehre, jeglich Gut erwirke. (3) Zeige dich als Mutter, denn dich wird erhören, der auf sich genommen, hier dein Sohn zu werden. (4) Jungfrau ohnegleichen, gütige vor allen, uns, die wir erlöst sind, mach auch rein und gütig. (6) Gib ein lautres Leben, sicher uns geleite, dass wir einst in Freuden Jesus mit dir schauen. (7) Lob sei Gott dem Vater, Christ, dem Höchsten, Ehre und dem Heilgen Geiste: dreifach eine Preisung. Amen |

## Meerstern, ich dich grüße

### Geistliche Volkslieder, 1830
Ein volkstümliches Marienlied in der Fassung von August von Haxthausens Sammlung Geistliche Volkslieder (1830) nimmt in litaneiartiger Form zahlreiche Motive von Ave maris stella auf.
Meerstern, ich dich grüße, o Maria hilf!

Gottesmutter süße, o Maria hilf!

Maria, hilf uns allen aus dieser tiefen Not.

Rose ohne Dornen, o Maria hilf!

du von Gott erkorne, o Maria hilf!

Maria, hilf uns allen aus dieser tiefen Not.

Lilie ohnegleichen, o Maria hilf!

dir die Engel weichen, o Maria hilf!

Maria, hilf uns allen aus dieser tiefen Not.

Quelle aller Freuden, o Maria hilf!

Trösterin im Leiden, o Maria hilf!

Maria, hilf uns allen aus dieser tiefen Not.

Hoch auf deinem Throne, o Maria hilf!

aller Jungfraun Krone, o Maria hilf!

Maria, hilf uns allen aus dieser tiefen Not.

Gib ein reines Leben, o Maria hilf!

sichre Reis' daneben, o Maria hilf!

Maria, hilf uns allen aus dieser tiefen Not.

Dich als Mutter zeige, o Maria hilf!

gnädig uns zuneige, o Maria hilf!

Maria, hilf uns allen aus dieser tiefen Not.

Nimm uns in die Hände, o Maria hilf!

uns das Licht zuwende, o Maria hilf!

Maria, hilf uns allen aus dieser tiefen Not.

Hilf uns Christum flehen, o Maria hilf!

fröhlich vor ihm stehen, o Maria hilf!

Maria, hilf uns allen aus dieser tiefen Not.

### Psälterlein, 1637
Eine andere Fassung stammt aus dem 1637 in Köln erschienenen Gesangbuch Psälterlein, verfasst von dem Jesuiten Johannes Heringsdorf:
Meerstern, ich dich grüße, Mutter Gottes süße,

allzeit Jungfrau reine, Himmelspfort alleine!

Schau voll Huld vom Himmelsthron, bitt für uns beim lieben Sohn, o Jungfrau Maria!

Ave, klang die Kunde aus des Engels Munde,

uns den Frieden spende, Evas Namen wende!

Schau voll Huld vom Himmelsthron, bitt für uns beim lieben Sohn, o Jungfrau Maria!

Dich als Mutter zeige, dass durch dich sich neige

unserm Flehn auf Erden, der dein Sohn wollt werden!

Schau voll Huld vom Himmelsthron, bitt für uns beim lieben Sohn, o Jungfrau Maria!

Gib ein reines Leben, mach den Weg uns eben,

dass in Himmelshöhen froh wir Jesum sehen!

Schau voll Huld vom Himmelsthron, bitt für uns beim lieben Sohn, o Jungfrau Maria!